# La Bande des Vise-en-biais
Contra el gang del chicharron (français : La Bande des Vise-en-biais) est une bande dessinée espagnole illustrée par Francisco Ibáñez, et le deuxième volume de la série, appartenant à la franchise Mortadel et Filémon.

## Synopsis
La bande d'espions internationaux « Gang del chicharron » décide de frapper aux points vitaux de l'Espagne : Super décide d'envoyer Mortadel et Filémon les capturer avant qu'ils ne mettent à exécution leurs ignobles attentats.
La bande est formée de dix criminels :  
- Mike Ratatata la Mitrailleuse, spécialisé dans les attaques de train ;
- Anselme le Pachyderme, espion d'une force herculéen opérant dans les ports ;
- Wo-ti-jo el Canijo, expert en arts-martiaux rodant dans les aéroports ;
- Joe Potopotopop le motocycliste, conduisant une moto et chargé de faire sauter les ponts ;
- Mac Mochuelo El Sanguijuelo, plongeur émérite chargé de faire sauter les mines anti-sous marines ;
- Orzuelo el Moro, perceur de coffre-forts et possesseur d'un tapis volant ;
- Blancanieves el Mondongo, un Africain expert en démolitions de mines de charbons ;
- El Vizconde Godofredo, vicomte espionnant parmi la grande noblesse espagnole ;
- Kar-akol el Mongol, coursier redoutable et d'une rapidité surprenante ;
- Gedeón el Chicharrón, le chef maître du déguisement.

## Éditions
Francisco Ibáñez abandonne le système d'action continue qu'il avait utilisé dans la bande dessinée précédente et le remplace par une structure de séquences courtes, indépendantes et auto-conclusives, semblables à celles d'une bande dessinée indépendante. La raison en est que les lecteurs des hebdomadaires peuvent les acheter sans avoir à posséder toutes les revues. Après sa publication en série, il est publié en album au prix de 90 pesetas, et, plus tard, dans la collection Olé, sous le no 97 de la quatrième édition, et dans le volume no 20 Súper Humor des Ediciones B, avec d'autres aventures de l'époque, telles que Valor y... al toro !, El caso del bacalao, La máquina del cambiazo et Los superpoderes. « Ces histoires devaient également être publiées dans les hebdomadaires, en épisodes de six ou huit pages, avec un thème général mais sans conclusion »,
explique Ibáñez.

## Inspirations
Le gag des membres du groupe qui s'échappent par un trou peut être inspiré du dessin animé de Lucky Luke Les Dalton dans le blizzard. À la p. 19, Feliciano, le personnage de Vázquez, fait une apparition. Kar-Akol, « El Mongol », est une caricature de Julio Fernández, membre de la maison d'édition Ediciones B.
Le chariot en bois de la p. 8 est similaire à celui de l'album QRN sur Bretzelburg de Spirou et Fantasio. Sur cette même page, Filemón est attaqué par une meute de chiens, et dans la même œuvre de Spirou et Fantasio, l'écureuil qui les accompagne est attaqué par un chien. Dans le même album, on utilise les détails de la gare. Dans le no 5 de Gaston Lagaffe, on utilise l'expression d'une vache à la p. 19 de l'album et l'image de l'ouvrier qui recouvre le trou fait par Mortadel pour attraper le motocycliste.